# Krușovo, Plovdiv
Krușovo (în bulgară Крушово) este un sat în comuna Lăki, regiunea Plovdiv,  Bulgaria. 

## Demografie
Componența etnică a satului Krușovo
     Nicio identificare (100%)
     Altele (0%)
La recensământul din 2011, populația satului Krușovo era de 2 locuitori. . Pentru 100% din locuitori nu este cunoscută apartenența etnică.